# 国見山 (徳島県)
国見山（くにみやま）は、徳島県三好市に位置する山である。標高1,409.0m。四国百名山選定。

## 地理
旧三好郡西祖谷山村西部に位置。祖谷川と吉野川に挟まれ、祖谷山系から孤立してそびえ、東は中津山と対し、西の麓の吉野川に面した水際は大歩危・小歩危の奇岩を生み出し、東は祖谷渓との間に岩壁を見せている。
頂上の国見神社は南の登山口にある西祖谷山村後山の四所神社の飛地境内社である。頂上からの眺望がきき、剣山地はもちろん、讃岐山脈、愛媛県や高知県の山々、瀬戸内海、それに遠く中国山脈まで眺められる。国見山という山名もこんなところで由来するといわれている。
剣山国定公園の西端で、ヒノキの植林が多く、ブナの原生林も残されている。頂上一帯にはミヤコザサが一面に覆われている。地質は三波川帯に属し、変成岩（結晶片岩）からなる。

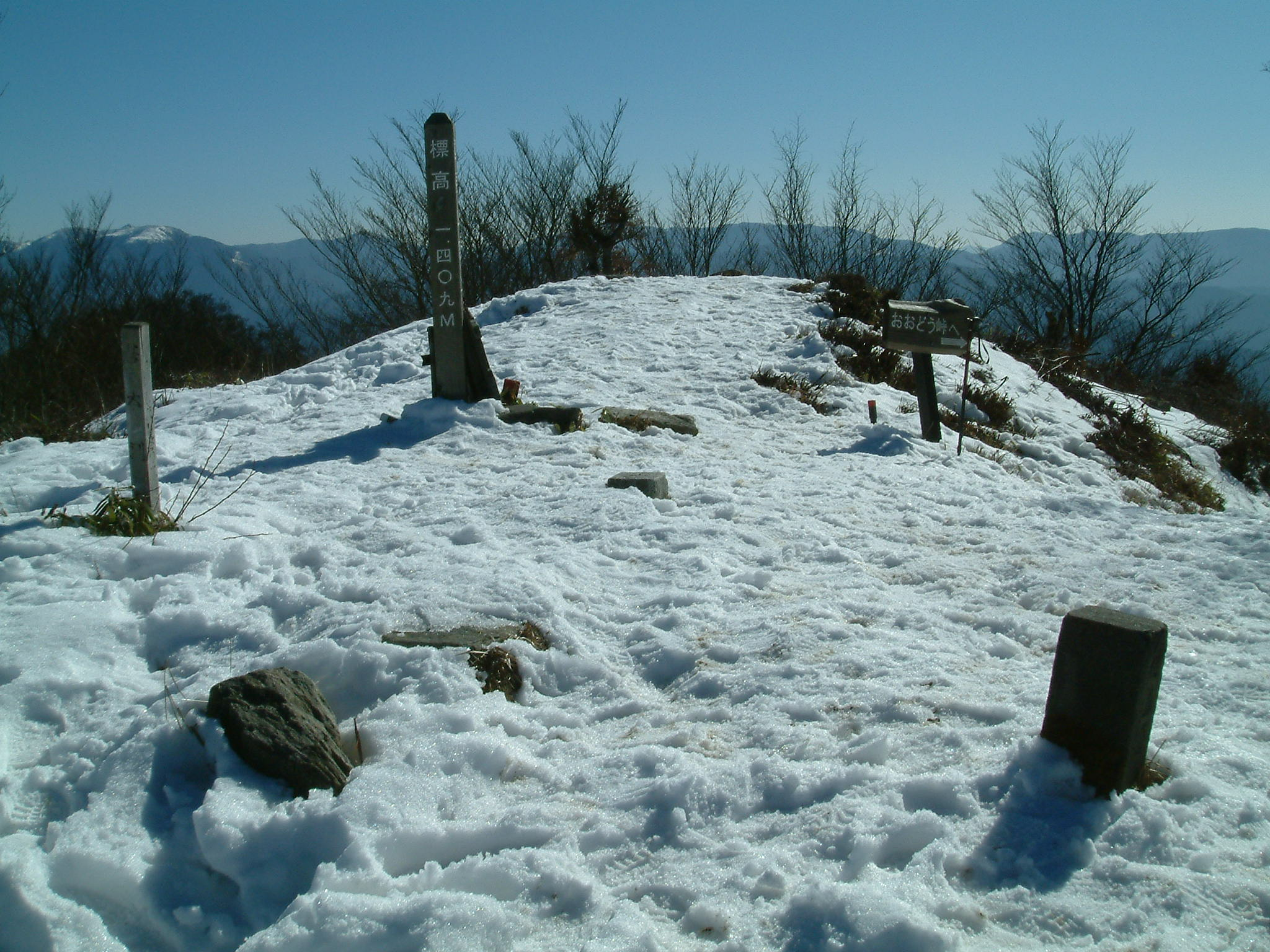
頂上